# Winterknospe

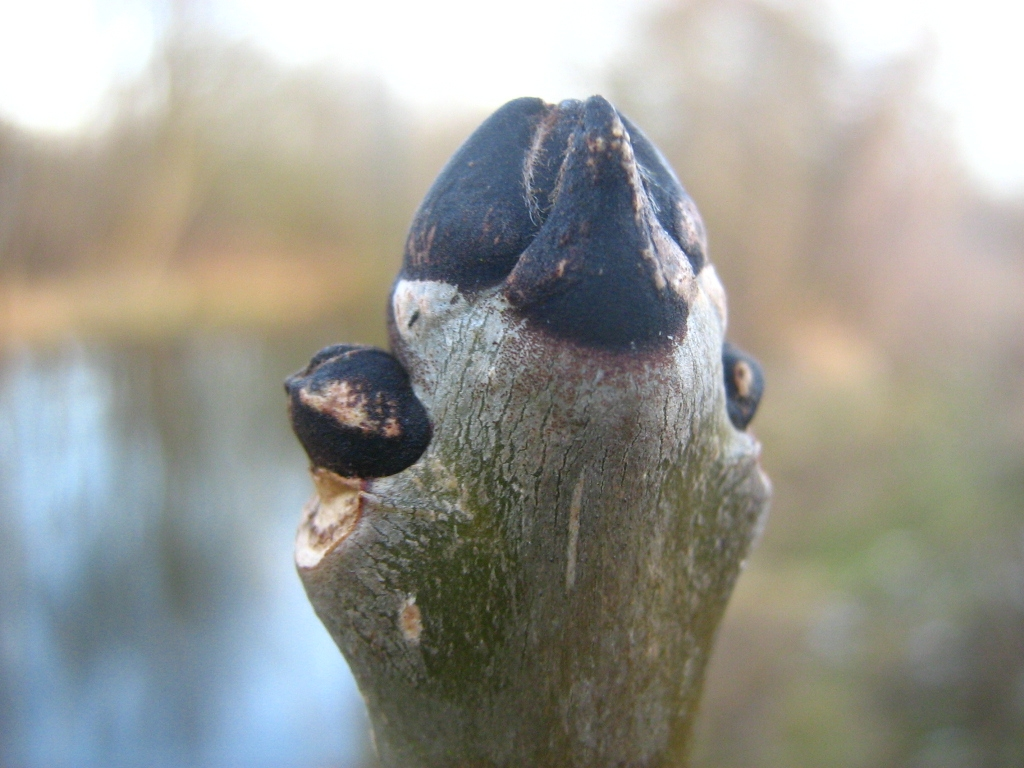
Winterknospe der Gemeinen Esche

Eine Winterknospe ist eine häufig von Holzgewächsen gebildete Art einer Blatt- oder Blütenknospe als Erneuerungsknospe, die oft schon im Frühsommer angelegt wird und anschließend bis zum nächsten Frühling in Ruhe verbleibt. 
Winterknospen werden durch derbe Knospenschuppen (Tegmente) geschützt, die beim Austreiben abgeworfen werden. 